# 徹納爾哲克

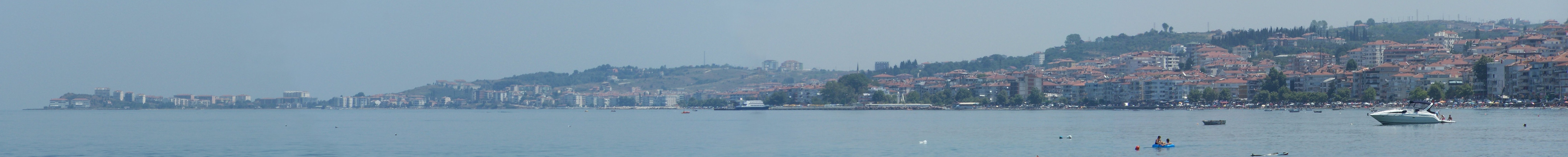

徹納爾哲克是土耳其的城鎮，由亞洛瓦省負責管轄，位於該國西北部，面積174平方公里，海拔高度36米，是熱門的旅遊地點，2011年人口11,567。

## 友好城市
- 法國 法尔斯堡

## 外部連結
- District governor's official website （页面存档备份，存于） （土耳其文）

40°38′32″N 29°07′13″E / 40.64222°N 29.12028°E